# Standard Scratch Score
Het Standard Scratch Score (S.S.S.) handicapsysteem is het eerste systeem geweest waarmee een handicap aan golfers werd gegeven.

## Score - par = handicap
Als een speler 92 slagen had gebruikt om 18 holes te spelen, werd de par van de baan van zijn score afgetrokken, en dan wist hij welke handicap hij had gespeeld. Als bijvoorbeeld de par 72 was, had hij 92-72=handicap 20 gespeeld.
De hoogste handicap die werd toegekend was 30, later is dit verhoogd tot 36.

## Qualifying
Voor het verhogen of verlagen van een handicap moest de speler een 'qualifying kaart', ook wel blauwe kaart genoemd, inleveren. Deze moest altijd over 18 holes gaan. Niet iedere ronde van 18 holes is qualifying:
- De baan moet qualifying zijn. Er kunnen allerlei redenen zijn waarom dat niet zo is. Er kunnen te veel wintergreens in gebruik zijn, er kunnen wijzigingen aan de baan worden aangebracht e.d.
- De marker (persoon die de score van de speler opschrijft) moet daartoe gemachtigd zijn. Dit kan een medespeler zijn of iemand die speciaal als marker meegaat.
- Het moet voor de start van de ronde bekend zijn dat er 'een blauwe kaart' wordt gespeeld. Na inlevering van de kaart wordt de handicap van de speler bijgesteld. De speler mag dus niet achteraf zeggen dat zijn score niet geldt. Niet ingeleverde kaarten gelden als 'slechte' kaart, waarna de handicap verhoogd wordt.
- Alle kaarten van strokeplay wedstrijden zijn qualifying, tenzij anders is aangegeven. Een kaart van een matchplay of foursome wedstrijd is nooit qualifying.

## EGA handicap
Op 1 april 1993 wordt afgestapt van het handicapsysteem gebaseerd op de S.S.S. en vervangen door de huidige EGA handicap, ingesteld door de European Golf Association en gebaseerd op de CR (Course rating) en SR (Slope rating) van de baan;